# Primera Divisió 2021-2022
La Primera Divisió 2021-2022 è stata la 27ª edizione della massima serie del campionato andorrano di calcio, iniziata il 19 settembre 2021 e terminata il 22 maggio 2022. L'Inter Escaldes, squadra campione in carica, si è riconfermato per il terzo anno consecutivo.

## Stagione

### Novità
Al termine della passata stagione, il Penya Encarnada ha chiuso all'ultimo posto ed è stato retrocesso in Segona Divisió; al suo posto è stato promosso l'Ordino, campione della Segona Divisió 2020-2021.

### Formula
Al campionato, diviso in una fase di stagione regolare e in una fase di play-off, prendono parte otto club. Durante la stagione regolare le squadre si affrontano tre volte, per un totale di 21 partite.

Al termine di questa fase le prime quattro classificate disputano fra loro un girone di play-off con gare di andata e ritorno.

Le ultime quattro classificate del campionato si affrontano invece fra loro in un girone di play-out per stabilire le retrocessioni: l'ultima classificata è retrocessa direttamente in Segona Divisió mentre la penultima sfida la seconda classificata del campionato di Segona Divisió per ottenere l'ultimo posto disponibile nella massima serie.

Le squadre qualificate alle coppe europee sono tre: la vincente si qualifica per il turno preliminare dell'UEFA Champions League 2022-2023, la seconda classificata e la vincitrice della Copa Constitució 2022 si qualificano per il primo turno di qualificazione della UEFA Europa Conference League 2022-2023.

## Squadre partecipanti
| Squadra          | Città               | Stadio                            | Stagione precedente         |
| ---------------- | ------------------- | --------------------------------- | --------------------------- |
| Atlètic Escaldes | Escaldes-Engordany  | Estadi Comunal d'Aixovall         | 4º posto in Primera Divisió |
| Carroi           | Santa Coloma        | Estadi Comunal d'Aixovall         | 7º posto in Primera Divisió |
| Engordany        | Escaldes-Engordany  | Estadi Comunal d'Andorra la Vella | 5º posto in Primera Divisió |
| FC Santa Coloma  | Santa Coloma        | Estadi Comunal d'Andorra la Vella | 3º posto in Primera Divisió |
| Inter Escaldes   | Escaldes-Engordany  | Estadi Comunal d'Andorra la Vella | Campione d'Andorra          |
| Ordino           | Ordino              | Centre Esportiu d'Ordino          | 1º posto in Segona Divisió  |
| Sant Julià       | Sant Julià de Lòria | Estadi Comunal d'Andorra la Vella | 2º posto in Primera Divisió |
| UE Santa Coloma  | Santa Coloma        | Estadi Comunal d'Andorra la Vella | 6º posto in Primera Divisió |

## Prima fase

### Classifica finale
|  | Pos. | Squadra          | Pt | G  | V  | N | P  | GF | GS | DR  |
|  | ---- | ---------------- | -- | -- | -- | - | -- | -- | -- | --- |
|  | 1.   | Inter Escaldes   | 42 | 21 | 12 | 6 | 3  | 42 | 15 | +27 |
|  | 2.   | UE Santa Coloma  | 39 | 21 | 11 | 6 | 4  | 29 | 19 | +10 |
|  | 3.   | Sant Julià       | 37 | 21 | 10 | 7 | 4  | 33 | 21 | +12 |
|  | 4.   | Atlètic Escaldes | 37 | 21 | 10 | 7 | 4  | 36 | 19 | +17 |
|  | 5.   | FC Santa Coloma  | 37 | 21 | 10 | 7 | 4  | 41 | 26 | +15 |
|  | 6.   | Ordino           | 19 | 21 | 5  | 4 | 12 | 19 | 39 | -20 |
|  | 7.   | Engordany        | 17 | 21 | 4  | 5 | 12 | 23 | 37 | -14 |
|  | 8.   | Carroi           | 3  | 21 | 1  | 0 | 20 | 15 | 62 | -47 |

Legenda:
      Ammesse ai play-off
      Ammesse ai play-out
Note:
Tre punti a vittoria, uno a pareggio, zero a sconfitta.
La classifica viene stilata secondo i seguenti criteri:
- Punti conquistati
- Punti conquistati negli scontri diretti
- Differenza reti negli scontri diretti
- Reti realizzate negli scontri diretti
- Differenza reti generale
- Reti totali realizzate

### Risultati
|                  | ACE     | Car     | Eng     | FCS     | ICE     | Ord     | SJu     | UES     |
| ---------------- | ------- | ------- | ------- | ------- | ------- | ------- | ------- | ------- |
| Atletic Escaldes | ––––    | 3-1 2-1 | 3-1     | 2-1     | 1-1     | 3-0     | 1-1 2-3 | 0-0 1-1 |
| Carroi           | 1-2     | ––––    | 1-4     | 2-5 0-5 | 0-2     | 1-1 0-1 | 0-3     | 1-2 1-3 |
| Engordany        | 0-2 1-0 | 3-1 1-0 | ––––    | 2-4     | 1-2     | 2-4 0-0 | 1-1 1-3 | 1-1     |
| FC Santa Coloma  | 1-3 1-1 | 3-0     | 1-1     | ––––    | 3-2     | 3-2 2-1 | 1-3 2-0 | 3-1     |
| Inter Escaldes   | 0-1 2-1 | 4-2     | 3-0 4-1 | 1-1 1-2 | ––––    | 3-0     | 1-0     | 2-2     |
| Ordino           | 1-1 0-5 | 2-0     | 1-0     | 0-0     | 0-4 0-7 | ––––    | 0-1 1-2 | 0-2 0-1 |
| Sant Julià       | 1-0     | 2-0 4-1 | 3-2     | 0-0     | 0-0     | 1-1     | ––––    | 1-4 0-4 |
| UE Santa Coloma  | 1-3     | 1-2     | 1-0     | 2-1 1-1 | 0-1 1-0 | 1-0     | 1-1     | ––––    |

## Seconda fase
Le squadre mantengono i punti conquistati nella prima fase e si sfidano tra di loro in gare di andata e ritorno.

### Play-off

#### Classifica finale
|                    | Pos. | Squadra          | Pt | G  | V  | N  | P | GF | GS | DR  |
| ------------------ | ---- | ---------------- | -- | -- | -- | -- | - | -- | -- | --- |
| Andorra (bandiera) | 1.   | Inter Escaldes   | 50 | 27 | 14 | 8  | 5 | 54 | 24 | +30 |
|                    | 2.   | UE Santa Coloma  | 47 | 27 | 13 | 8  | 6 | 37 | 26 | +11 |
|                    | 3.   | Sant Julià       | 46 | 27 | 12 | 10 | 5 | 41 | 30 | +11 |
| [ 3 ]              | 4.   | Atlètic Escaldes | 43 | 27 | 11 | 10 | 6 | 44 | 30 | +14 |

Legenda:
      Campione di Andorra e ammessa alla UEFA Champions League 2022-2023
      Ammessa alla UEFA Europa Conference League 2022-2023
Regolamento:
Tre punti a vittoria, uno a pareggio, zero a sconfitta.
La classifica viene stilata secondo i seguenti criteri:
- Punti conquistati
- Punti conquistati negli scontri diretti
- Differenza reti negli scontri diretti
- Reti realizzate negli scontri diretti
- Differenza reti generale
- Reti totali realizzate

#### Risultati
|                  | ACE  | ICE  | SJu  | UES  |
| ---------------- | ---- | ---- | ---- | ---- |
| Atlètic Escaldes | –––– | 1-1  | 1-2  | 3-2  |
| Inter Escaldes   | 4-1  | –––– | 4-1  | 1-3  |
| Sant Julià       | 1-1  | 2-2  | –––– | 2-1  |
| UE Santa Coloma  | 1-1  | 1-0  | 0-0  | –––– |

### Play-out

#### Classifica finale
|  | Pos. | Squadra         | Pt | G  | V  | N | P  | GF | GS | DR  |
|  | ---- | --------------- | -- | -- | -- | - | -- | -- | -- | --- |
|  | 5.   | FC Santa Coloma | 52 | 27 | 15 | 7 | 5  | 64 | 34 | +30 |
|  | 6.   | Ordino          | 27 | 27 | 7  | 6 | 14 | 30 | 49 | -19 |
|  | 7.   | Engordany       | 20 | 27 | 5  | 5 | 17 | 29 | 55 | -26 |
|  | 8.   | Carroi          | 11 | 27 | 3  | 2 | 22 | 22 | 73 | -51 |

Legenda:
 Ammessa allo spareggio promozione-retrocessione
      Retrocessa in Segona Divisió 2022-2023
Regolamento:
Tre punti a vittoria, uno a pareggio, zero a sconfitta.
La classifica viene stilata secondo i seguenti criteri:
- Punti conquistati
- Punti conquistati negli scontri diretti
- Differenza reti negli scontri diretti
- Reti realizzate negli scontri diretti
- Differenza reti generale
- Reti totali realizzate

#### Risultati
|                 | Car  | Eng  | FCS  | Ord  |
| --------------- | ---- | ---- | ---- | ---- |
| Carroi          | –––– | 0-2  | 0-4  | 1-1  |
| Engordany       | 1-2  | –––– | 1-4  | 0-2  |
| FC Santa Coloma | 1-2  | 8-1  | –––– | 3-2  |
| Ordino          | 2-2  | 2-1  | 2-3  | –––– |

### Spareggio
Lo spareggio per un posto in Primera Divisió viene giocato tra la terza classificata dei play-out e la seconda classificata ai play-off promozione della Segona Divisió.
|               |       |               | Città e data                     |
| ------------- | ----- | ------------- | -------------------------------- |
| FS La Massana | 0 - 3 | Engordany     | La Massana, 29 maggio 2022       |
| Engordany     | 4 - 1 | FS La Massana | Andorra la Vella, 1º giugno 2022 |